# Wimbledon Championships 1921
Die 41. Auflage der Wimbledon Championships fand 1921 zum letzten Mal auf dem alten Gelände des All England Lawn Tennis and Croquet Club an der Worple Road statt. 
Darüber hinaus war es das letzte Mal, dass das Challenge Round-Turniersystem verwendet wurde. Ab dem folgenden Jahr musste sich der Titelverteidiger, wie jeder andere Spieler, durch das gesamte Teilnehmerfeld hindurchkämpfen. Bereits 1912 hatte sich der mehrfache Wimbledon-Sieger Anthony Wilding für eine Abschaffung der Challenge Round ausgesprochen.

## Herreneinzel
In der letzten Challenge Round bei Wimbledon trafen Bill Tilden und sein Herausforderer, der Südafrikaner Brian Norton, aufeinander. Norton hatte zuvor im All-Comers-Finale den Spanier Manuel Alonso geschlagen. Tilden verlor die ersten beiden Sätze und begann den dritten mit einer Serie von Stoppbällen, woraufhin ihn das Publikum ausbuhte. Norton kam in der Folge völlig aus dem Konzept und gab die beiden folgenden Sätze mit 1:6 und 0:6 ab, obwohl das Publikum auf seiner Seite war. Im entscheidenden fünften Satz hatte Norton beim Stand von 5:4 und 40:15 zwei Matchbälle. Beim ersten Matchball befand sich Tilden nach einem vermeintlich zu langen Schlag bereits auf dem Weg zum Netz für den Handschlag, als der Ball doch noch auf die Linie fiel und Norton anschließend mit einem Passierschlag scheiterte. Den zweiten Matchball wehrte Tilden mit einem Ass ab. Tilden gewann den Satz mit 7:5, und damit Match und Turnier.

## Dameneinzel
Bei den Damen errang Suzanne Lenglen ihren dritten Titel in Folge. Sie schlug Elizabeth Ryan in der Challenge Round eindeutig mit 6:2 und 6:0.

## Herrendoppel
Im Herrendoppel waren die Briten Randolph Lycett und Max Woosnam erfolgreich.

## Damendoppel
Suzanne Lenglen und Elizabeth Ryan holten ihren dritten Doppeltitel bei Wimbledon in Folge. 

## Mixed
Im Mixed siegten Elizabeth Ryan und Randolph Lycett.

## Quelle
- J. Barrett: Wimbledon: The Official History of the Championships. HarperCollins Publishers, London 2001, ISBN 0-00-711707-8.